# Новая Обуховка
 Новая Обуховка  — деревня в Старошайговском районе Мордовии в составе Новотроицкого сельского поселения.

## География
Находится на расстоянии примерно 17 километров по прямой на восток-северо-восток от районного центра села Старое Шайгово.

## История
Известно с 1869 года как владельческая деревня Инсарского уезда из 19 дворов, название относится к фамилии владельцев.

## Население
Постоянное население составляло 28 человек (русские 89 %) в 2002 году, 25 в 2010 году.